# Bernard Cohn
Bernard Cohn (* 7. November 1835 im Königreich Preußen; † 1. November 1889) war ein deutschamerikanischer Politiker. Im Jahr 1878 war er für etwa zwei Wochen kommissarischer Bürgermeister der Stadt Los Angeles in Kalifornien.

## Werdegang
Über die Jugend und Schulausbildung von Bernard Cohn ist nichts überliefert. Im Alter von 14 Jahren, also um das Jahr 1849, wurde er Matrose auf einem Schiff, das auf dem Weg nach San Francisco war. Er blieb für einige Zeit in Kalifornien, um am dortigen Goldrausch teilzunehmen. Zwischen 1851 und 1856 war er im Gebiet des späteren Staates Montana ansässig, wo er bei einigen Schafzüchtern angestellt war. Seit 1857 lebte er in Los Angeles. Beruflich war im Wollhandel tätig. Seit 1871 betrieb er zusammen mit einem Partner ein Warenhaus, wobei er es zu einem beträchtlichen Reichtum brachte. Politisch schloss er sich der Demokratischen Partei an. Zwischen 1876 und 1888 saß er mehrfach im Stadtrat von Los Angeles. Nach dem Tod von Bürgermeister Frederick A. MacDougal am 16. November 1878 wurde Cohn am 21. November zum kommissarischen Bürgermeister der Stadt ernannt. Seine einzige Aufgabe war es, die Zeit bis zum Amtsantritt des gewählten Bürgermeisters James R. Toberman am 5. Dezember 1878 zu überbrücken.
Offenbar gab es im Jahr 1893 einen Rechtsstreit zwischen Cohn und dem früheren noch mexikanischen Gouverneur von Oberkalifornien, Pío Pico. Dabei ging es um die Frage, ob die Zahlung von etwa 60.000 Dollar an Pico einen Kauf von dessen Grundbesitz in Los Angeles darstellte oder es sich um ein Darlehen handelte. Das Gericht entschied zu Gunsten von Cohn, der damit Picos Land zugesprochen bekam. Hierbei stellt sich allerdings die Frage, ob die Jahreszahlen korrekt sind oder ob es sich um einen Rechtsstreit mit Cohns Erben handelte. Da Cohn bereits am 1. November 1889 verstarb, kann er 1893 keinen Prozess mehr geführt haben.
Einen weiteren Rechtsstreit gab es nach seinem Tod um sein Erbe. Wie sich herausstellte, unterhielt Cohn in Los Angeles in verschiedenen Stadtteilen gleichzeitig zwei Familien, was zu seinen Lebzeiten nicht öffentlich bekannt war. Ob die zweite Familie juristisch rechtens war, war für die Erbschaftsfrage entscheidend. Der Richter erklärte eine Ehe für ungültig und löste damit den Fall. In der Öffentlichkeit blieben das Urteil und der Fall noch lange ein umstrittenes Gesprächsthema.